# غوستاف هرتس
غوستاف هرتس (بالألمانية: Gustav Hertz) هو عالم فيزياء تجريبية ألماني من مواليد 22 يوليو 1887 توفى في 30 أكتوبر 1975.
حصل على جائزة نوبل في الفيزياء سنة 1925 بالاشتراك مع جيمس فرانك عن أعماله في تجربة فرانك-هيرتس Franck-Hertz experiment.
وهو ابن أخ العالم هاينريخ رودولف هيرتس.

## روابط خارجية
- غوستاف هرتس على موقع الموسوعة البريطانية (الإنجليزية)
- غوستاف هرتس على موقع مونزينجر (الألمانية)
- غوستاف هرتس على موقع إن إن دي بي (الإنجليزية)